# ريدفيرس سانجو
ريدفيرس سانجو (بالإنجليزية: Redvers Sangoe)‏ مواليد 6 يوليو 1936 في كارديف - الوفاة 14 أغسطس 1964 في كارديف، كان ملاكم محترف ويلزي صنّف ضمن فئة وزن خفيف الثقيل بدأ مسيرته الاحترافية سنة 1956.

## إحصائيات
خاض خلال مسيرته 28 نزالا، فاز في 17 ولم يتعادل وخسر في 11. فاز بالضربة القاضية في 8 نزالات.

## روابط خارجية
- ريدفيرس سانجو على موقع بوكس ريك (الإنجليزية) (registration required)